# Foshan Shadi Airport
Foshan Shadi Airport (kinesiska: 佛山沙堤机场, Fóshān Shādī Jīchǎng) är en flygplats i Kina. Den ligger i provinsen Guangdong, i den södra delen av landet, omkring 21 kilometer väster om provinshuvudstaden Guangzhou. Foshan Shadi Airport ligger 1 meter över havet.
Runt Foshan Shadi Airport är det mycket tätbefolkat, med 2 614 invånare per kvadratkilometer. Närmaste större samhälle är Guangzhou, 18,8 km öster om Foshan Shadi Airport. Runt Foshan Shadi Airport är det i huvudsak tätbebyggt.
Genomsnittlig årsnederbörd är 2 375 millimeter. Den regnigaste månaden är maj, med i genomsnitt 451 mm nederbörd, och den torraste är januari, med 32 mm nederbörd.